# Liam Thompson
Liam Francis Thompson (Nottingham, 29 aprile 2002) è un calciatore inglese, centrocampista del Derby County.

## Carriera
È cresciuto nel settore giovanile del Derby County, con cui ha firmato il suo primo contratto professionistico nell'agosto del 2020. Ha debuttato in prima squadra il 9 gennaio 2021 nell'incontro di FA Cup perso 2-0 contro il Chorley ed a partire dalla stagione successiva è stato promosso stabilmente in prima squadra. Ha segnato il suo primo gol il 15 novembre del 2022, in FA Cup contro il Torquay Utd e nel marzo del 2023 è stato ceduto in prestito allo Scunthorpe Utd, club di quinta divisione, fino al termine della stagione 2022-2023. Nella stagione 2023-2024 con un gol in 24 presenze contribuisce alla conquista di una promozione dalla terza alla seconda divisione con il Derby County, restando poi in questa categoria ai Rams durante l'intera stagione 2024-2025.

## Statistiche

### Presenze e reti nei club
Statistiche aggiornate al 2 aprile 2025.
| Stagione            | Squadra             | Campionato          | Campionato | Campionato | Coppe nazionali | Coppe nazionali | Coppe nazionali | Coppe continentali | Coppe continentali | Coppe continentali | Altre coppe | Altre coppe | Altre coppe | Totale | Totale | Totale |
| Stagione            | Squadra             | Comp                | Pres       | Reti       | Comp            | Pres            | Reti            | Comp               | Pres               | Reti               | Comp        | Pres        | Reti        | Pres   | Reti   |        |
| ------------------- | ------------------- | ------------------- | ---------- | ---------- | --------------- | --------------- | --------------- | ------------------ | ------------------ | ------------------ | ----------- | ----------- | ----------- | ------ | ------ | ------ |
| 2020-2021           | Derby County        | FLC                 | 0          | 0          | FACup+CdL       | 1+0             | 0               | -                  | -                  | -                  | -           | -           | -           | 1      | 0      |        |
| 2021-2022           | Derby County        | FLC                 | 23         | 0          | FACup+CdL       | 1+0             | 0               | -                  | -                  | -                  | -           | -           | -           | 24     | 0      |        |
| 2022-mar. 2023      | Derby County        | FL1                 | 13         | 0          | FACup+CdL       | 5+3             | 1+0             | -                  | -                  | -                  | FLT         | 3           | 0           | 24     | 1      |        |
| mar.-giu. 2023      | Scunthorpe Utd      | NAT                 | 3          | 0          | FACup           | 0               | 0               | -                  | -                  | -                  | FAT         | 0           | 0           | 3      | 0      |        |
| 2023-2024           | Derby County        | FL1                 | 24         | 1          | FACup+CdL       | 0+1             | 0               | -                  | -                  | -                  | FLT         | 1           | 0           | 26     | 1      |        |
| 2024-2025           | Derby County        | FLC                 | 23         | 0          | FACup+CdL       | 1+2             | 0+1             | -                  | -                  | -                  | -           | -           | -           | 26     | 1      |        |
| Totale Derby County | Totale Derby County | Totale Derby County | 83         | 1          |                 | 14              | 2               |                    | -                  | -                  |             | 4           | 0           | 101    | 3      |        |
| Totale carriera     | Totale carriera     | Totale carriera     | 86         | 1          |                 | 14              | 2               |                    | -                  | -                  |             | 4           | 0           | 104    | 3      |        |